# Natrix merkurensis
Natrix merkurensis (лат.) — вид вымерших змей из семейства ужеобразных (Colubridae).
Описан в 2002 году по голотипу SGDB Ah-313 — соединённым фрагментам костей нижней челюсти, обнаруженных в нижнемиоценовых слоях Чехии, в открытой буроугольной шахте вблизи деревни Tušimice. Там же найдены и другие кости Natrix merkurensis.
Позже ископаемые остатки, отнесённые к виду, обнаружены на территории Франции. Они также датированы миоценом.